# Martín Rodríguez (Tennisspieler)
Martín Rodríguez (* 18. Dezember 1969 in Córdoba) ist ein ehemaliger argentinischer Tennisspieler.

## Leben
Rodríguez wurde 1991 Tennisprofi und spielte zunächst auf der ATP Challenger Tour. Auf dieser gewann er im Laufe seiner Karriere 11 Titel im Doppel sowie einen weiteren im Einzel. Auf der ATP World Tour gewann er insgesamt sechs Doppeltitel, davon vier mit seinem Landsmann Gastón Etlis. Seine höchste Notierung in der Tennis-Weltrangliste erreichte er 1999 mit Position 71 im Einzel sowie 2004 mit Position 15 im Doppel. Beim ATP-Turnier von Basel 2002 wies sein Dopingtest einen zu hohen Koffeinwert auf. Er erhielt eine Geldstrafe über 6725 US-Dollar und ihm wurden 60 Weltranglistenpunkte aberkannt.
Sein bestes Einzelergebnis bei Grand-Slam-Turnieren war die Zweitrundenteilnahme bei den French Open 1999. Bei den Australian Open konnte er in zwei aufeinander folgenden Jahren jeweils das Halbfinale erreichen. Mit Gastón Etlis unterlag er 2003 gegen Mark Knowles und Daniel Nestor, im Jahr darauf unterlagen beide gegen die späteren Turniersieger Michaël Llodra und Fabrice Santoro.
Rodríguez absolvierte 2000 eine Doppelpartie für die argentinische Davis-Cup-Mannschaft. In der Amerika-Gruppenzone I traf Argentinien in der ersten Runde auf Kanada. Rodríguez und sein Partner Martín García verloren gegen Daniel Nestor und Sébastien Lareau klar in drei Sätzen, das Spiel ging insgesamt mit 1:4 verloren. Etlis trat ein Mal bei Olympischen Sommerspielen für Argentinien an. Bei den Olympischen Spielen 2004 trat er zusammen mit Etlis im Doppel an und unterlag im Achtelfinale den späteren Goldmedaillisten Nicolás Massú und Fernando González.

## Erfolge
| Legende                       |
| Grand Slam                    |
| Tennis Masters Cup            |
| ATP Masters Series            |
| ATP International Series Gold |
| ATP International Series (6)  |
| ATP Challenger Tour (12)      |

### Einzel

#### Turniersiege
| Nr. | Datum         | Turnier         | Belag | Finalgegner | Ergebnis         |
| --- | ------------- | --------------- | ----- | ----------- | ---------------- |
| 1.  | 9. April 2001 | San Luis Potosí | Sand  | Ota Fukárek | 6:77, 7:62, 7:68 |

### Doppel

#### Turniersiege

##### ATP Tour
| Nr. | Datum            | Turnier      | Belag     | Partner           | Finalgegner                    | Ergebnis         |
| --- | ---------------- | ------------ | --------- | ----------------- | ------------------------------ | ---------------- |
| 1.  | 11. Februar 2002 | Viña del Mar | Sand      | Gastón Etlis      | Lucas Arnold Ker Luis Lobo     | 6:3, 6:4         |
| 2.  | 18. Februar 2002 | Buenos Aires | Sand      | Gastón Etlis      | Simon Aspelin Andrew Kratzmann | 3:6, 6:3, [10:4] |
| 3.  | 18. August 2003  | Long Island  | Hartplatz | Robbie Koenig     | Martin Damm Cyril Suk          | 6:3, 7:64        |
| 4.  | 19. April 2004   | Valencia (1) | Sand      | Gastón Etlis      | Feliciano López Marc López     | 7:5, 7:6         |
| 5.  | 10. April 2005   | Valencia (2) | Sand      | Fernando González | Lucas Arnold Ker Mariano Hood  | 6:4, 6:4         |
| 6.  | 22. August 2005  | New Haven    | Hartplatz | Gastón Etlis      | Rajeev Ram Bobby Reynolds      | 6:4, 6:3         |

##### Challenger Tour
| Nr. | Datum              | Turnier           | Belag     | Partner           | Finalgegner                        | Ergebnis        |
| --- | ------------------ | ----------------- | --------- | ----------------- | ---------------------------------- | --------------- |
| 1.  | 22. Februar 1993   | Viña del Mar      | Sand      | Marcelo Rebolledo | Andrei Merinow Laurence Tieleman   | 6:3, 7:6        |
| 2.  | 2. Dezember 1996   | Santiago de Chile | Sand      | Gastón Etlis      | Alejandro Aramburu Ramón Delgado   | 6:4, 6:4        |
| 3.  | 17. Februar 1997   | Punta del Este    | Sand      | Daniel Orsanic    | Nelson Aerts Fernando Meligeni     | 6:2, 6:4        |
| 4.  | 13. Juli 1998      | Contrexéville     | Sand      | Diego del Río     | Álex López Morón Jairo Velasco Jr. | 7:6, 4:6, 6:4   |
| 5.  | 3. August 1998     | Posen             | Sand      | Sebastián Prieto  | Cristian Brandi Márcio Carlsson    | 6:3, 6:4        |
| 6.  | 12. Oktober 1998   | São Paulo         | Sand      | Diego del Río     | Edwin Kempes Peter Wessels         | 7:6, 6:3        |
| 7.  | 23. November 1998  | Lima (1)          | Sand      | Diego del Río     | Federico Browne Eduardo Medica     | 6:4, 7:6        |
| 8.  | 29. November 1999  | Caracas           | Hartplatz | Gastón Etlis      | José de Armas Jimy Szymanski       | 6:4, 6:3        |
| 9.  | 16. Oktober 2000   | Lima (2)          | Sand      | Gastón Etlis      | Juan Ignacio Chela Luis Horna      | 6:2, 5:2 aufgg. |
| 10. | 17. September 2001 | Florianópolis     | Sand      | Gastón Etlis      | Stephen Huss Lee Pearson           | 6:2, 6:1        |
| 11. | 1. Oktober 2001    | Guadalajara       | Sand      | Gastón Etlis      | Agustín Calleri Ignacio Hirigoyen  | 7:5, 7:5        |

#### Finalteilnahmen
| Nr. | Datum              | Turnier           | Belag     | Partner          | Finalgegner                      | Ergebnis        |
| --- | ------------------ | ----------------- | --------- | ---------------- | -------------------------------- | --------------- |
| 1.  | 21. Februar 2000   | Mexiko-Stadt      | Sand      | Gastón Etlis     | Byron Black Donald Johnson       | 3:6, 5:7        |
| 2.  | 29. Januar 2001    | Bogotá            | Sand      | André Sá         | Mariano Hood Sebastián Prieto    | 2:6, 4:6        |
| 3.  | 9. Februar 2004    | Santiago de Chile | Sand      | Nicolás Lapentti | Gastón Gaudio Juan Ignacio Chela | 6:72, 6:73      |
| 4.  | 25. April 2004     | Monte Carlo       | Sand      | Gastón Etlis     | Tim Henman Nenad Zimonjić        | 5:7, 2:6        |
| 5.  | 13. September 2004 | Delray Beach      | Hartplatz | Gastón Etlis     | Leander Paes Radek Štěpánek      | 0:6, 3:6        |
| 6.  | 27. September 2004 | Palermo           | Sand      | Gastón Etlis     | Lucas Arnold Ker Mariano Hood    | 5:7, 2:6        |
| 7.  | 11. Oktober 2004   | Wien              | Sand      | Gastón Etlis     | Martin Damm Cyril Suk            | 7:64, 4:6, 6:74 |
| 8.  | 31. Januar 2005    | Viña del Mar      | Sand      | Gastón Etlis     | David Ferrer Santiago Ventura    | 3:6, 4:6        |